# Parastrophia elegans
Parastrophia elegans is een slakkensoort uit de familie van de Caecidae. De wetenschappelijke naam van de soort is voor het eerst geldig gepubliceerd in 1880 door de Folin.